# Улица Николая Закревского
Улица Николая Закревского (укр. Вулиця Миколи Закревського) — улица в Деснянском районе города Киева. Пролегает от проспекта Червоной Калины до улицы Милославская, исторически сложившаяся местность (район) Вигуровщина-Троещина.
Примыкают улицы Рональда Рейгана, Сержа Лифаря, бульвары Владимира Высоцкого и Леонида Быкова, улицы Константина Данькевича, Александры Экстер, Электротехническая.

## История
В 1982 году село Троещина было включено в состав города Киева, со временем усадебная застройка была ликвидирована в связи со строительством нового жилого массива. 
Новая улица № 3 была проложена в 1983 году от проспекта Владимира Маяковского до конца застройки. Улица застраивалась вместе с другими улицами 1-й очереди жилого массива Троещина в Днепровском районе.
18 апреля 1983 года улица получила современное название  — в честь украинского историка, уроженца Киева Николая Васильевича Закревского, согласно Решению исполнительного комитета Киевского городского совета депутатов трудящихся № 613 «Про упорядочивание наименований и переименование улиц города Киева».
Согласно топографической карте M-36-050, к 1991 году улица была проложена в современных размерах и полностью застроена. В период 2012-2013 годы были введены в эксплуатацию 25-этажные дома микрорайона Милославичи — в поле после примыкания Милославской улицы. 

## Застройка
Улица пролегает в восточном направлении параллельно проспекту Романа Шухевича, затем (перед примыканием улицы Теодора Драйзера) делает плавный поворот и пролегает в северо-восточном направлении, повторяя траекторию проспекта Владимира Маяковского. Улица имеет по одному ряду движения в обе стороны. После примыкания улицы Теодора Драйзера и до конца вдоль улицы тянется контактная линия трамвая. 
Непарная сторона улицы занята многоэтажной жилой (9-16-этажные дома) застройкой и учреждениями обслуживания — микрорайоны №№ 1, 5, 6, 11, 14 жилого массива Вигуровщина-Троещина. Парная сторона частично застроена и занята учреждениями обслуживания (гаражные кооперативы, торговые центры, коммунальные предприятия) (за исключением одного дома № 42А), так как большая часть улицы пролегает вдоль группы озёр антропогенного происхождения (безымянное, Среднее Вигуровское и Верхнее Вигуровское).
Парную сторону начала улицы занимает парк имени Романа Шухевича, заложенный в 1987 году площадью 13,356 га. Непарную сторону улицы между улицами Данькевича и Цветаевой занимает Молодёжный парк, заложенный в 1990-е годы площадью 9,21 га.  
Учреждения:
1. дом № 3 — жэк № 307 Деснянского района
2. дом № 9А — детсад № 767
3. дом № 11А — школа № 251
4. дом № 14 — «Киевские Электрсети» (ДТЕК Київські Електромережі)
5. дом № 15 — Жилремстройсервис
6. дом № 15А — управление образования здоровья Деснянского района, опекунский совет Деснянской РГА
7. дом № 15Б — школа № 119
8. дом № 19Б — детсад № 744
9. дом № 22 — киностудия «Film.UA»
10. дом № 27А — жэк № 305 Деснянского района
11. дом № 28 — гаражно-строительный кооператив Троещина
12. дом № 31А — детсад № 690
13. дом № 32Б — школа № 238
14. дом № 35 — школа № 238
15. дом № 37А — детсад № 753
16. дом № 37Б — школа № 247
17. дом № 38 — гаражно-строительный кооператив Троещина-2
18. дом № 41 — государственная налоговая служба Деснянского района в городе Киеве
19. дом № 42 — международная школа «Глоуб» (Русско-украинская гуманитарная гимназия)
20. дом № 45Б — школа № 248
21. дом № 49Б — детсад № 757
22. дом № 65А — школа № 282
23. дом № 67А — центр обучения плаванию Деснянского района
24. дом № 81/1 — центральная поликлиника Деснянского района, управление охраны здоровья Деснянского района
25. дом № 93 — гаражно-строительный кооператив Север